# 寄生藤属
寄生藤属（学名：Dendrotrophe）是檀香科下的一个属，为寄生灌木植物。该属共有约25种，分布于印度、马来西亚。
属名Dendrotrophe来源于希腊语dendro（树木）和trophos（喂食），指木质寄生的特性。

## 下属物种
- 黄杨叶寄生藤 Dendrotrophe buxifolia
- 寄生藤 Dendrotrophe frutescens
- 疣枝寄生藤 Dendrotrophe granulata
- 异花寄生藤 Dendrotrophe heterantha
- 多脉寄生藤 Dendrotrophe polyneura
- 伞花寄生藤 Dendrotrophe umbellata